# Флаг Острова Норфолк
Флаг острова Норфолк (Австралия) — принят 17 января 1980 года.

## Описание и символика
Флаг Норфолка представляет собой прямоугольное полотнище, состоящее из трёх вертикальных полос зелёного, белого и зелёного цветов. Пропорции полос — 7:23, 8:23, 7:23. В центре белой полосы находится зелёное изображение норфолкской сосны (лат. Araucaria heterophylla), эндемика острова (этот силуэт появился впервые на гербе Норфолка в 1856 году).
Зелёные полосы символизируют богатую растительность острова.